# Atletism la Jocurile Olimpice de vară din 1920
Probele sportive de atletism la Jocurile Olimpice de vară din 1920 s-au desfășurat în perioada 15 - 23 august 1920 la Anvers, Belgia. Au fost 29 de probe sportive, în care au concurat 509 bărbați, din 25 de țări.

## Stadion
Probele au avut loc pe Stadionul Olimpic din Anvers. Acesta a fost construit special pentru Jocurile Olimpice din 1920.

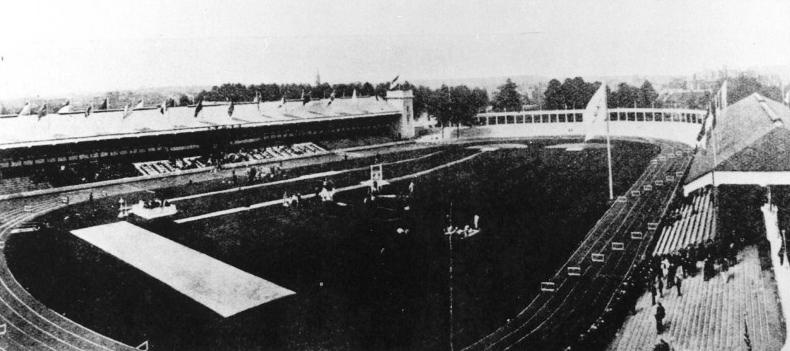
Stadionul Olimpic
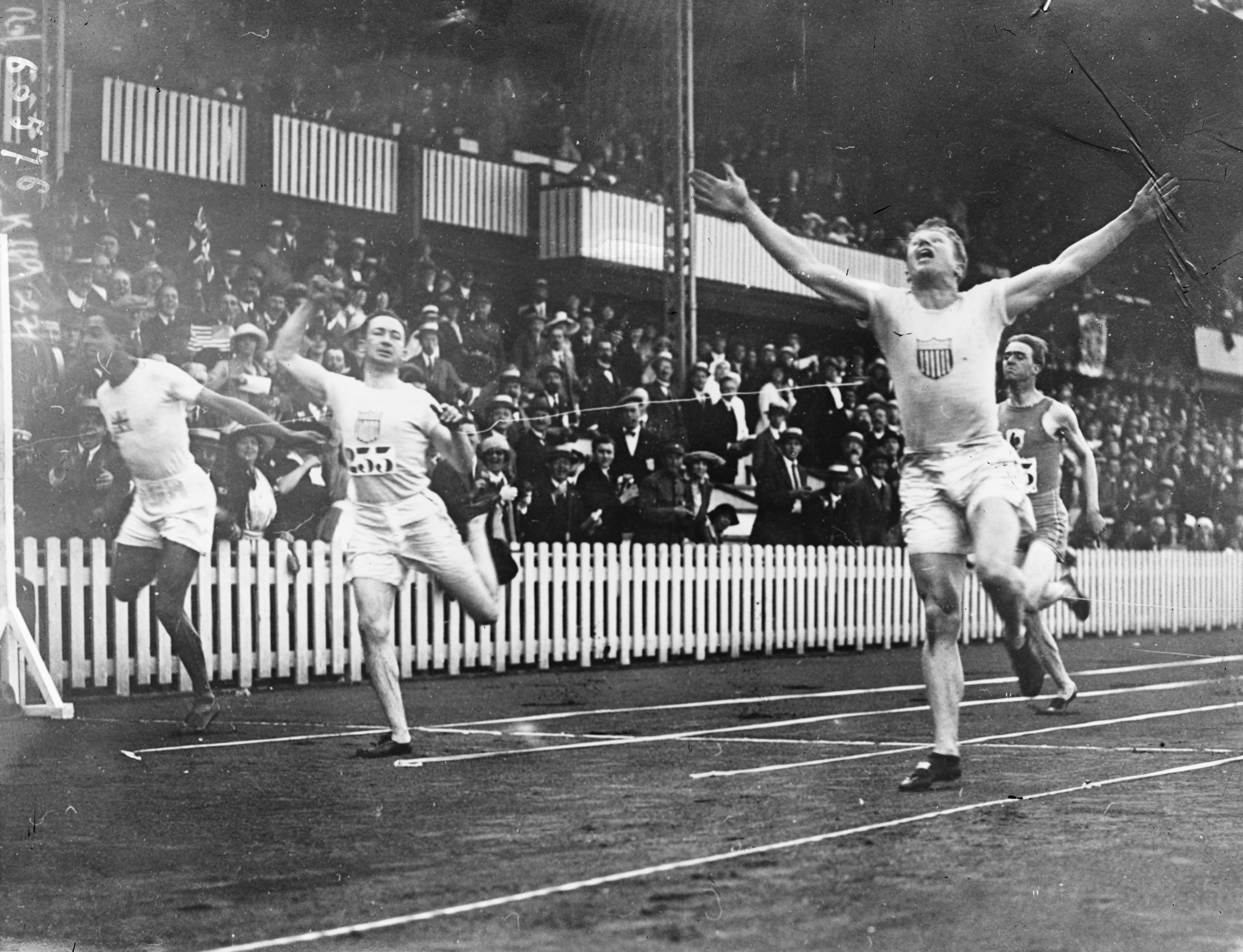
100 m

## Probe sportive

### Masculin
| Event                                              | Aur | Aur       | Argint                                                                               | Argint    | Bronz                                                                          | Bronz     |
| 100 m detalii                                      | Charles Paddock (USA)                                                                                  | 10,8      | Morris Kirksey (USA)                                                                 | 10,8      | Harry Edward (GBR)                                                             | 10,9      |
| 200 m detalii                                      | Allen Woodring (USA)                                                                                   | 22,0      | Charles Paddock (USA)                                                                | 22,0      | Harry Edward (GBR)                                                             | 22,2      |
| 400 m detalii                                      | Bevil Rudd (RSA)                                                                                       | 49,6      | Guy Butler (GBR)                                                                     | 49,9      | Nils Engdahl (SWE)                                                             | 50,0      |
| 800 m detalii                                      | Albert Hill (GBR)                                                                                      | 1:53,4    | Earl Eby (USA)                                                                       | 1:53,7    | Bevil Rudd (RSA)                                                               | 1:53,7    |
| 1500 m detalii                                     | Albert Hill (GBR)                                                                                      | 4:01,8    | Philip Noel-Baker (GBR)                                                              | 4:02,4    | Lawrence Shields (USA)                                                         | 4:03,1    |
| 5000 m detalii                                     | Joseph Guillemot (FRA)                                                                                 | 14:55,6   | Paavo Nurmi (FIN)                                                                    | 15:00,0   | Eric Backman (SWE)                                                             | 15:13,0   |
| 10 000 m detalii                                   | Paavo Nurmi (FIN)                                                                                      | 31:45,8   | Joseph Guillemot (FRA)                                                               | 31:47,2   | James Wilson (GBR)                                                             | 31:50,8   |
| 110 m garduri detalii                              | Earl Thomson (CAN)                                                                                     | 14,8      | Harold Barron (USA)                                                                  | 15,0      | Feg Murray (USA)                                                               | 15,2      |
| 400 m garduri detalii                              | Frank Loomis (USA)                                                                                     | 54,0      | John Norton (USA)                                                                    | 54,6      | August Desch (USA)                                                             | 54,7      |
| 3000 m obstacole detalii                           | Percy Hodge (GBR)                                                                                      | 10:00,4   | Patrick Flynn (USA)                                                                  | 10:21,0   | Ernesto Ambrosini (ITA)                                                        | 10:32,0   |
| 4×100 m detalii                                    | Statele Unite ale Americii (USA) · Charles Paddock · Jackson Scholz · Loren Murchison · Morris Kirksey | 42,2      | Franța (FRA) · René Lorain · René Tirard · René Mourlon · Émile Ali-Khan             | 42,5      | Suedia (SWE) · Agne Holmström · William Petersson · Sven Malm · Nils Sandström | 42,8      |
| 4×400 m detalii                                    | Marea Britanie (GBR) · Cecil Griffiths · Robert Lindsay · John Ainsworth-Davis · Guy Butler            | 3:22,2    | Africa de Sud (RSA) · Henry Dafel · Clarence Oldfield · Jack Oosterlaak · Bevil Rudd | 3:23,4    | Franța (FRA) · Géo André · Gaston Féry · Maurice Delvart · André Devaux        | 3:23,9    |
| 3000 m pe echipe detalii                           | Statele Unite ale Americii (USA) · Horace Brown · Arlie Schardt · Ivan Dresser                         | 10        | Marea Britanie (GBR) · Joe Blewitt · Albert Hill · William Seagrove                  | 20        | Suedia (SWE) · Eric Backman · Sven Lundgren · Edvin Wide                       | 24        |
| Maraton detalii                                    | Hannes Kolehmainen (FIN)                                                                               | 2:32:35,8 | Jüri Lossmann (EST)                                                                  | 2:32:48,6 | Valerio Arri (ITA)                                                             | 2:36:32,8 |
| 3000 m marș detalii                                | Ugo Frigerio (ITA)                                                                                     | 13:14,2   | George Parker (AUS)                                                                  | 13:19,6   | Richard Remer (USA)                                                            | 13:22,2   |
| 10 000 m marș detalii                              | Ugo Frigerio (ITA)                                                                                     | 48:06,2   | Joseph Pearman (USA)                                                                 | 49:40,2   | Charles Gunn (GBR)                                                             | 49:43,9   |
| Cros detalii                                       | Paavo Nurmi (FIN)                                                                                      | 27:15,0   | Eric Backman (SWE)                                                                   | 27:17,6   | Heikki Liimatainen (FIN)                                                       | 27:37,4   |
| Cros pe echipe detalii                             | Finlanda (FIN) · Paavo Nurmi · Heikki Liimatainen · Teodor Koskenniemi                                 | 10        | Marea Britanie (GBR) · James Wilson · Anton Hegarty · Alfred Nichols                 | 21        | Suedia (SWE) · Eric Backman · Gustaf Mattsson · Hilding Ekman                  | 23        |
| Săritura în înălțime detalii                       | Richmond Landon (USA)                                                                                  | 1,935     | Harold Muller (USA)                                                                  | 1,900     | Bo Ekelund (SWE)                                                               | 1,900     |
| Săritura cu prăjina detalii                        | Frank Foss (USA)                                                                                       | 4,09      | Henry Petersen (DEN)                                                                 | 3,70      | Edwin Myers (USA)                                                              | 3,60      |
| Săritura în lungime detalii                        | William Petersson (SWE)                                                                                | 7,150     | Carl Johnson (USA)                                                                   | 7,095     | Erik Abrahamsson (SWE)                                                         | 7,080     |
| Triplusalt detalii                                 | Vilho Tuulos (FIN)                                                                                     | 14,505    | Folke Jansson (SWE)                                                                  | 14,480    | Erik Almlöf (SWE)                                                              | 14,270    |
| Aruncarea greutății detalii                        | Ville Pörhölä (FIN)                                                                                    | 14,810    | Elmer Niklander (FIN)                                                                | 14,155    | Harry Liversedge (USA)                                                         | 14,150    |
| Aruncarea discului detalii                         | Elmer Niklander (FIN)                                                                                  | 44,685    | Armas Taipale (FIN)                                                                  | 44,190    | Gus Pope (USA)                                                                 | 42,130    |
| Aruncarea ciocanului detalii                       | Patrick Ryan (USA)                                                                                     | 52,875    | Carl Johan Lind (SWE)                                                                | 48,430    | Basil Bennett (USA)                                                            | 48,250    |
| Aruncarea suliței detalii                          | Jonni Myyrä (FIN)                                                                                      | 65,780    | Urho Peltonen (FIN)                                                                  | 63,605    | Pekka Johansson (FIN)                                                          | 63,095    |
| Aruncarea greutății de 56 de livre (25 kg) detalii | Pat McDonald (USA)                                                                                     | 11,265    | Patrick Ryan (USA)                                                                   | 10,965    | Carl Johan Lind (SWE)                                                          | 10,250    |
| Pentatlon detalii                                  | Eero Lehtonen (FIN)                                                                                    | 14        | Everett Bradley (USA)                                                                | 24        | Hugo Lahtinen (FIN)                                                            | 26        |
| Decatlon detalii                                   | Helge Løvland (NOR)                                                                                    | 6803,355  | Brutus Hamilton (USA)                                                                | 6771,085  | Bertil Ohlson (SWE)                                                            | 6580,030  |

## Clasament pe medalii
| Loc   | Țară                       | Aur | Argint | Bronz | Total |
| ----- | -------------------------- | --- | ------ | ----- | ----- |
| 1     | Statele Unite ale Americii | 9   | 12     | 8     | 29    |
| 2     | Finlanda                   | 9   | 4      | 3     | 16    |
| 3     | Marea Britanie             | 4   | 4      | 4     | 12    |
| 4     | Italia                     | 2   | 0      | 2     | 4     |
| 5     | Suedia                     | 1   | 3      | 10    | 14    |
| 6     | Franța                     | 1   | 2      | 1     | 4     |
| 7     | Africa de Sud              | 1   | 1      | 1     | 3     |
| 8     | Canada                     | 1   | 0      | 0     | 1     |
| 8     | Norvegia                   | 1   | 0      | 0     | 1     |
| 10    | Australia                  | 0   | 1      | 0     | 0     |
| 10    | Danemarca                  | 0   | 1      | 0     | 1     |
| 10    | Estonia                    | 0   | 1      | 0     | 1     |
| Total | Total                      | 29  | 29     | 29    | 87    |